# Chimiotaxonomie
La chimiotaxonomie, chimiotaxinomie, ou encore chimiosystématique, est une discipline scientifique cherchant à classer les espèces vivantes (taxons) en fonction de leur composition chimique.

## Histoire
Si le terme chimiotaxonomie est relativement nouveau, son principe est ancien. Ainsi, au début du XIXe siècle déjà, le botaniste de Candolle associe les formes des plantes et leur classification naturelle avec leurs propriétés médicinales.

## Marqueurs chimiques
Les plantes produisent des métabolites primaires (glucides, protéines, lipides) comme résultat de la photosynthèse, et les transforment en métabolites secondaires. Ils leur servent à se défendre contre les pathogènes, les insectes et les herbivores, à la communication interne, à l'adaptation à l'environnement, à la compétition avec les autres plantes pour les nutriments, à l'attraction des pollinisateurs, etc. En dehors des plantes, les métabolites secondaires sont connus chez les champignons, les procaryotes, les insectes et certains vertébrés. Beaucoup de ces marqueurs sont uniques à une espèce ou à un groupe d'espèces, et peuvent donc être utilisés pour les identifier ou les comparer. Les métabolites primaires étant universellement répandus, ils ne sont que très rarement exploités comme marqueurs chimiques.
Les principales familles de composés utilisées en chimiotaxonomie sont les alcaloïdes, les phénols, les terpénoïdes et les acides aminés non protéinogènes. Ainsi, le tetrahydrocannabinol (phénol) est un marqueur chimique de l'espèce Cannabis sativa, alors que la nicotine (alcaloïde) l'est pour Nicotiana tabacum. La canavanine (acide aminé) n'est quant à elle présente que dans la famille des Légumineuses.